# Ibotirama
Ibotirama is een gemeente in de Braziliaanse deelstaat Bahia. De gemeente telt 26.419 inwoners (schatting 2009).
Ibotirama ligt aan de São Francisco-rivier, die ter plaatse ongeveer 550 m breed is. Er is een brug over de rivier voor de snelweg BR-242, die (via de BR-020) Brasilia verbindt met Salvador.